# Hyophila propagulifera
Hyophila propagulifera är en bladmossart som beskrevs av Brotherus 1899. Hyophila propagulifera ingår i släktet Hyophila och familjen Pottiaceae. Inga underarter finns listade i Catalogue of Life.